# Coltrane Live at Birdland
| Recensione                          | Giudizio |
| ----------------------------------- | -------- |
| AllMusic                            | [ 1 ]    |
| The Penguin Guide to Jazz           | [ 2 ]    |
| The Rolling Stone Jazz Record Guide | [ 3 ]    |

Coltrane Live at Birdland è un album live del musicista jazz statunitense John Coltrane pubblicato dall'etichetta Impulse! Records nel 1963.

## Descrizione
Solo le prime tre tracce sull'album provengono effettivamente da un'esibizione live di Coltrane nel celebre locale jazz "Birdland", mentre le altre sono brani incisi in studio. Tra queste ultime è presente Alabama, un tributo ai quattro bambini rimasti uccisi il 15 settembre '63 durante un attentato razzista a opera del Ku Klux Klan in una chiesa battista nella cittadina di Birmingham, in Alabama.
La prima stampa originale dell'album, accidentalmente includeva anche una falsa partenza della band, nelle successive copie l'errore venne corretto, ma volutamente reinserito nella ristampa in versione CD. L'album contiene una versione dal vivo di I Want to Talk About You, una canzone che Coltrane aveva già registrato in precedenza per il suo album del 1958 intitolato Soultrane, qui in una versione comprensiva di un lungo assolo finale eseguito in perfetta solitudine da Coltrane al sax.

## Tracce
1. Afro Blue – 10:50
2. I Want to Talk About You – 8:11
3. The Promise – 8:10
4. Alabama – 5:09
5. Your Lady – 6:39

Tracce bonus 1° ristampa CD
- La prima ristampa in formato compact disc conteneva una traccia bonus poi eliminata nelle edizioni successive:

1. Vilia – 4:38

## Dettagli di registrazione
- Tracce 1–3 registrate l'8 ottobre 1963 al Birdland, New York City, NY
- Tracce 4–5 registrata il 18 novembre 1963 al Van Gelder Studio, Englewood Cliffs, NJ
- Traccia 6 registrata il 6 marzo 1963 al Van Gelder Studio
- Vilia è la linea melodica principale della composizione di Franz Lehár Vivias, in versione swing e con cambi di accordi.

## Musicisti
- John Coltrane — sassofono tenore, sassofono soprano
- Jimmy Garrison — contrabbasso
- Elvin Jones — batteria
- McCoy Tyner — pianoforte